# Пружёнка
Пружёнка (в верховье — Беленькая) — река в Московской области России, левый приток Вори.
Начиная с XVI века в источниках фигурирует как Пружанка, Пруженка, Пружинка, Пружонка; в материалах Генерального межевания XVIII века — Пруденка. В основе названия лежит пруд — «плотина», свидетельствующее о запруженности реки, что подтверждается запрудой при деревне Дядькина на топографической карте 1852 года. По мнению краеведа Г. В. Ровенского, в верхнем течении, до слияния с торфяной речкой Чёрной, Пружёнка называется Белой (по своему песчаному ложу).
Длина — 31 км, площадь водосборного бассейна — 117 км², по другим данным, длина — 33 км, площадь водосбора — 133 км².
Берёт начало у села Петровского городского округа Щёлково. Основное направление течения — на юг. Протекает в городском округе Щёлково около деревни Огуднево и села Душоново; в городском округе Черноголовка около сёл Макарово и Ивановское и затем по Богородском городскому округу Московской области, около деревни Боково и далее опять по Щёлковскому району, где в 8 км восточнее Фрязина впадает в Ворю, на расстоянии двух километров от деревни Мизиново.
По данным Государственного водного реестра России, относится к Окский бассейновому округу. Речной бассейн — Ока, речной подбассейн — бассейны притоков Оки от Мокши до впадения в Волгу, водохозяйственный участок — Клязьма от Пироговского гидроузла до города Ногинска, без реки Учи (от истока до Акуловского гидроузла).
В селе Ивановском Пружёнка образует Ивановский пруд, на берегу которого возвышается эклектичная по архитектуре, крестообразная в плане, построенная из красного кирпича однокупольная церковь Усекновения Честной Главы Иоанна Предтечи с колокольней (1899—1903).
В селе Макарово, на берегу Пружёнки, расположена одноглавая церковь Николая Чудотворца в русском стиле с трапезной и колокольней, построенная в 1881—1883 годах по проекту архитектора Зборжевского.